# Westenviertel
Das Westenviertel ist der Stadtbezirk 15 von Regensburg. Der Stadtbezirk liegt westlich der Innenstadt und südlich der Donau. Mit einer Bevölkerung von 25.929 (2005) ist er der bevölkerungsreichste der 18 Stadtbezirke Regensburgs.

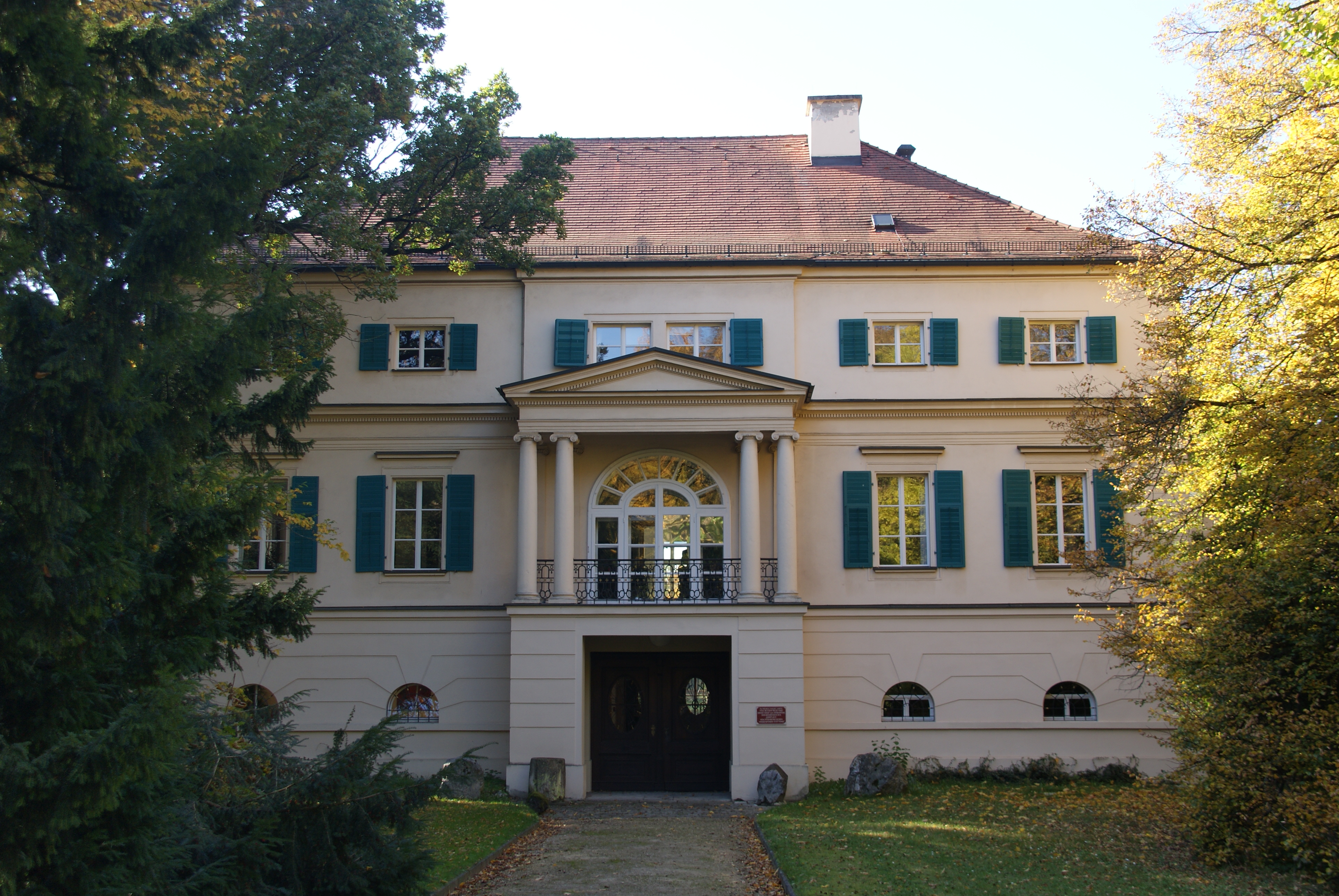
Dörnbergpalais

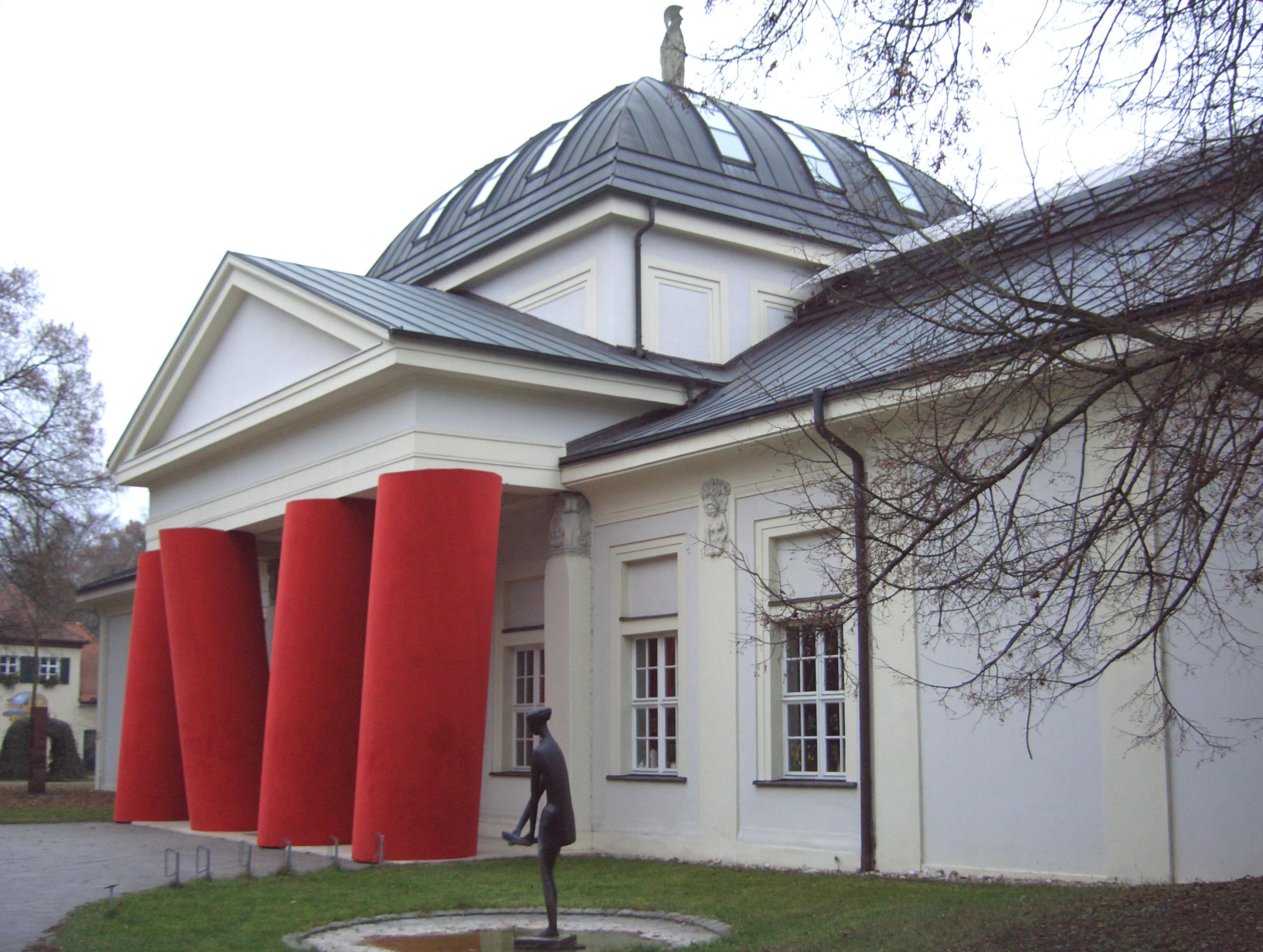
Ostdeutsche Galerie

Der Bezirk besteht aus den fünf Unterbezirken Innerer Westen, Margaretenau-Dörnbergpark, Mittlerer Westen, Westheim, Äußerer Westen.
Zum Westenviertel gehört der neuere Stadtteil Prüfening, der seinen Namen vom Kloster Prüfening und von den Orten Großprüfening und Kleinprüfening hat. Im Stadtbezirk sind auch noch Teile der Fakultäten Architektur und Bauingenieurwesen der Ostbayerischen Technischen Hochschule Regensburg ansässig, die früher hier ihren Hauptstandort hatte. Nach wie vor hat das Krankenhaus Barmherzige Brüder seinen Standort im Westenviertel, das heute ein modernes Wohnviertel ist, aber auch Banken und Verwaltungen beherbergt. Auch bedeutende Industriewerke wie das Chipwerk von Infineon sind hier angesiedelt. Bis zum Ende des Zweiten Weltkriegs befanden sich hier auch der Messerschmittflugplatz und die Messerschmitt-Werke. Im Kriegsjahr 1943 soll der Betrieb das zweitgrößte Flugzeugwerk Europas dargestellt haben.
Auch Freizeiteinrichtungen wie das Erlebnisbad Westbad und der benachbarte Westpark mit dem sogenannten Baggerweiher und dem Donauuferbereich entlang der Schillerwiese, der Campingplatz sowie der Römerpavillon am Kornweg 24 mit Ausgrabungsfunden befinden sich im Westenviertel. Bis in die 1960er Jahre befand sich in Prüfening ein Pferderennplatz. Im Osten des Stadtteils liegt die Margaretenau und am Rande der Innenstadt befinden sich der Herzogspark, der Dörnbergpark sowie der Stadtpark mit der Ostdeutschen Galerie.

## Karten

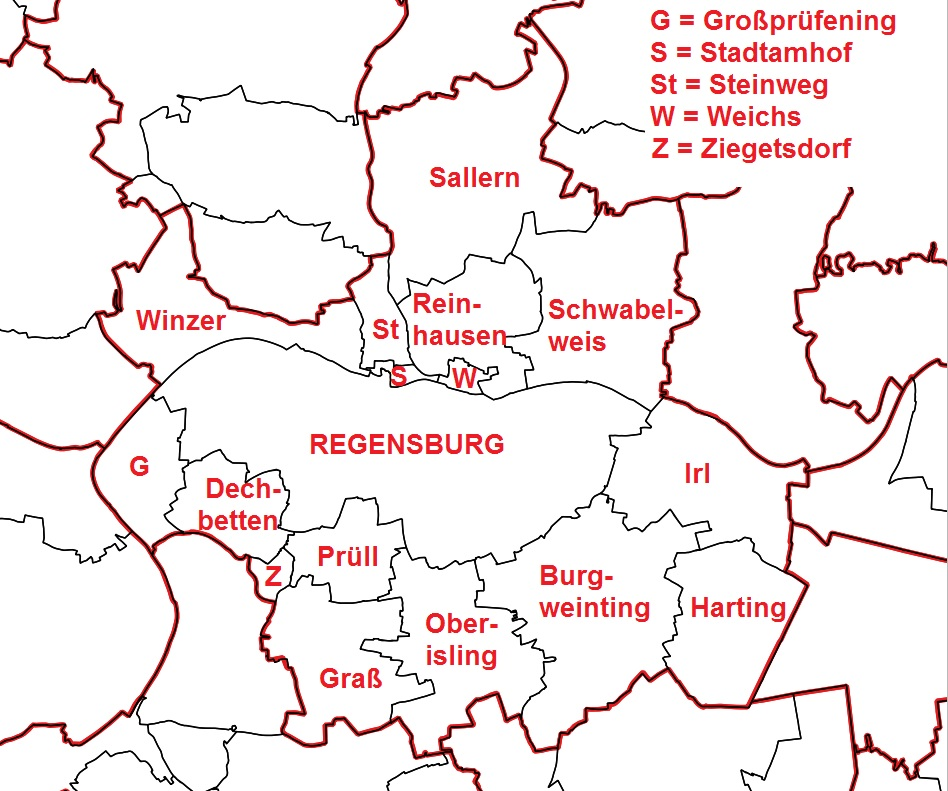
Regensburg Gemarkungen
Regensburg Stadtbezirke